# Wissarion (Bălțat)
Wissarion, imię świeckie Dumitru Bălțat (ur. 19 października 1959 w Tălmaciu) – duchowny Rumuńskiego Kościoła Prawosławnego, od 2005 biskup Tulczy. 

## Życiorys
Święcenia diakonatu przyjął 15 sierpnia 1989, a prezbiteratu 5 października 1997. Chirotonię biskupią otrzymał 12 października 1997. W czerwcu 2016 r. był członkiem delegacji Patriarchatu Rumuńskiego na Święty i Wielki Sobór Kościoła Prawosławnego.